# 1951 في النمسا
فيما يلي قوائم الأحداث التي وقعت خلال عام 1951 في النمسا.

## سياسة

### تعيين في المنصب
- 21 يونيو – تيودور كورنر قائمة رؤساء النمسا.
- 22 يونيو – فرانز يوناس عمدة فيينا.

### انتهاء فترة المنصب
- 21 يونيو – ليوبولد فيغل قائمة رؤساء النمسا.
- 22 يونيو – تيودور كورنر عمدة فيينا.

## مواليد

### فبراير
- 11 فبراير – أرنو تاوش

## وفيات

### أبريل
- 29 أبريل – لودفيغ فيتغنشتاين (مواليد 1889)[1]

### مايو
- 2 مايو – بول شتاين (مواليد 1892) مخرج أفلام نمساوي.[2]
- 25 مايو – باولا فون بريرادوفيتش (مواليد 1887)
- 30 مايو – هرمان بروخ (مواليد 1886) كاتب نمساوي.[3]

### يوليو
- 13 يوليو – أرنولد شوينبيرج (مواليد 1874)[4]

### سبتمبر
- 10 سبتمبر – إنغلبرت كونيغ (مواليد 1884) لاعب كرة قدم نمساوي.

### أكتوبر
- 28 أكتوبر – مادي كريستيانس (مواليد 1896)